# Шевцов, Александр Григорьевич
Александр Григорьевич Шевцов (1918—1988) — советский военачальник, участник ВОВ, генерал-полковник. В 1966—1976 — первый заместитель Главнокомандующего Ракетными войсками стратегического назначения СССР. Герой Советского Союза (1943).

## Биография
Родился 17 октября 1918 года в городе Шебекино (ныне — Белгородской области) в семье служащего. Русский. Член ВКП(б) с 1941 года. Окончил десять классов средней школы.
В августе 1937 года призван в ряды Красной Армии. В 1940 году окончил Чугуевское военно-авиационное училище лётчиков.
В боях Великой Отечественной войны с июня 1941 года. Воевал на Ленинградском, Брянском и 1-м Прибалтийском фронтах в должностях командира звена, заместителя командира истребительной авиационной эскадрильи, штурмана полка, командира истребительного авиаполка. В 1943 году участвовал в Курском сражении. Принимал участие в освобождении от немецких войск республик Прибалтики, в штурме Кёнигсберга.
К августу 1943 года штурман 171-го истребительного авиационного полка капитан А. Г. Шевцов совершил 220 боевых вылетов, в 47 воздушных боях сбил лично 10 и в группе 6 самолётов противника.
Два из них он сбил в одном бою над Ленинградом. Тогда капитан А. Г. Шевцов вылетел на разведку. В районе города Луга он встретился с бомбардировщиками противника, направлявшимися к Ленинграду. Развернув самолет, А. Г. Шевцов атаковал их. Он пошел в лобовую атаку на один из «Юнкерсов». Дав длинную очередь из пулемёта и промахнувшись, А. Г. Шевцов сделал крутой вираж, зашел в хвост немецкого самолета и сбил его. Вскоре был сбит и второй «Юнкерс».
Указом Президиума Верховного Совета СССР от 8 сентября 1943 года «за мужество и героизм, проявленные в воздушных боях с немецко-фашистскими захватчиками» капитану Шевцову Александру Григорьевичу присвоено звание Героя Советского Союза с вручением ордена Ленина и медали «Золотая Звезда» (№ 1710).
К концу войны совершил около 300 успешных боевых вылетов, в воздушных боях уничтожив лично 13 самолётов противника и 4 в группе.
После окончания Великой Отечественной войны А. Г. Шевцов продолжил службу в Военно-воздушных силах. В 1949 году окончил Военную академию имени М. В. Фрунзе. С 1949 года служил в Войсках ПВО страны, заместитель командира дивизии. С 1951 года — командир 97-й истребительной авиационной дивизии ПВО в Калуге. С января по август 1952 года дивизия вела боевые действия в Северной Корее против ВВС США и их союзников по «международным силам ООН» в Корейской войне. Под его командованием лётчики дивизии выполнили 4189 боевых вылетов, провели 164 воздушных боя и сбили 67 самолётов врага, свои потери составили 21 самолёт и 10 лётчиков.
В 1956 году окончил Высшую военную академию имени К. Е. Ворошилова. С 1956 года — заместитель командира, затем командир истребительного авиационного корпуса. С января 1960 года — первый заместитель командующего воздушной армией.
С апреля 1961 года — в Ракетных войсках стратегического назначения СССР, первый заместитель командующего 50-й ракетной армией (Смоленск). С августа 1962 года — командующий 43-й ракетной армией (Винница). С июня 1966 года — начальник Главного штаба — первый заместитель Главнокомандующего Ракетными войсками стратегического назначения СССР, член Военного Совета РВСН.
С сентября 1976 года генерал-полковник А. Г. Шевцов — в запасе. Депутат Верховного Совета РСФСР 5-го созыва и Украинской ССР 6-го созыва. 
Жил в городе-герое Москве. Скончался 28 апреля 1988 года. Похоронен в Москве на Кунцевском кладбище (участок 9-2).